# Majid Rafizadeh
Majid Rafizadeh (nacido el 25 de diciembre de 1980) es un autor, científico político, y comentarista de televisión sobre política extranjera de EE. UU. y el Oriente Medio. Es el presidente del Consejo Estadounidense Internacional, y forma parte del comité de la revista Harvard International Review.

## Biografía
Rafizadeh es comentarista en diversos medios de comunicación incluyendo CNN, BBC televisión y radio, Fox News y ABC. Su trabajo ha aparecido y citado en The New York Times, Los Angeles Times, CNN, Bloomberg News, y Yale Journal of Internacional Affaris. Rafizadeh Escribe columnas semanales.
Rafizadeh obtuvo una Beca Fulbright y se graduó de doctorado y fue profesor en el departamento de estudios religiosos en la Universidad de California en Santa Bárbara.
Rafizadeh es un ciudadano estadounidense que vivió en su juventud en Irán y Siria. Según reportaje de la BBC, un libro titulado “America: Our Sacred Honor”, y la Voz de América, Rafizadeh creció en una familia con mezcla de etnias. Durante niñez, su familia luchó para sobrevivir a la pobreza. Su padre es iraní (persa) y su madre es la segunda esposa de su padre, nacida en Siria.
Según CNN y France 24, muchos de los miembros de la familia de Rafizadeh han sido acosados y asesinados, desde el comienzo de la revuelta siria y la guerra civil, en una campaña para silenciar a Rafizadeh. Durante su niñez, el padre de Rafizadeh fue torturado en Damasco usando técnicas como “la silla alemana” y “la escalera” tal y como fue documentado por Amnistía Internacional. Su madre y hermanas viven actualmente en el Líbano.
Rafizadeh es autor entre otros del libro A God Who Hates Women: A women's Journey through oppression (Un dios que odia a las mujeres: Viaje de una mujer a través de la opresión) basado en la vida de su madre y su hermana.

## Islam
Para Rafizadeh, desafortunadamente el Corán confina al Islam con leyes sociales y legales inflexibles que imposibilitan el desarrollo social haciendo que la religión sea incompatible con la civilización al estilo occidental. Muchos estudiosos han argumentado que el islam va a cambiar, pero sus argumentos han fallado en varias ocasiones. Mientras el resto del mundo se moderniza, el islam ha retrocedido gracias a la intervención de poderosos imanes y gobiernos islámicos que hacen cumplir rigurosamente los versículos del Corán que datan de hace 1500 años.